# Кучурин, Николай Александрович
Николай Александрович Кучурин (11 октября 1927 — 16 июня 1995) — советский легкоатлет, специалист по бегу на средние дистанции. Выступал за сборную СССР по лёгкой атлетике в начале 1950-х годов, призёр первенств всесоюзного значения, участник летних Олимпийских игр в Хельсинки. Представлял Москву и физкультурно-спортивное общество «Динамо». Заслуженный тренер РСФСР.

## Биография
Николай Кучурин родился 11 октября 1927 года.
Участвовал в Великой Отечественной войне.
Занимался лёгкой атлетикой в Москве, выступал за всесоюзное физкультурно-спортивное общество «Динамо».
Наивысшего успеха на международном уровне добился в сезоне 1952 года, когда вошёл в состав советской сборной и благодаря череде удачных выступлений удостоился права защищать честь страны на летних Олимпийских играх в Хельсинки. На предварительном квалификационном этапе бега на 1500 метров показал результат 4:03,6, чего оказалось недостаточно для выхода в полуфинальную стадию. Позднее на чемпионате СССР в Ленинграде стал серебряным призёром в дисциплинах 800 и 1500 метров.
В 1954 году установил свой личный рекорд на дистанции 1500 метров — 3:49.6.
После завершения спортивной карьеры проявил себя на тренерском поприще. Заслуженный тренер РСФСР.
Умер 16 июня 1995 года в возрасте 67 лет.